# Cortinarius gentilis
Cortinarius gentilis (Elias Magnus Fries, 1821 ex Elias Magnus Fries, 1838) din încrengătura Basidiomycota, în familia Cortinariaceae și de genul Cortinarius, denumită în popor văloasă delicată, este o ciupercă otrăvitoare răspândită cu consecință mortală, conținând atât de multă orelanină ca de exemplu Cortinarius orellanus, fiind un simbiont micoriza (formează micorize pe rădăcinile arborilor). În România, Basarabia și Bucovina de Nord trăiește de la deal la munte pe terenuri acre și umede, în păduri de conifere, solitar sau în grupuri mici, mai ales sub pini, și molizi tineri, unde pământul este acoperit cu mușchi, dar se dezvoltă de asemenea cu mare drag printre afine.Timpul apariției este din iunie până în noiembrie.

## Taxonomie

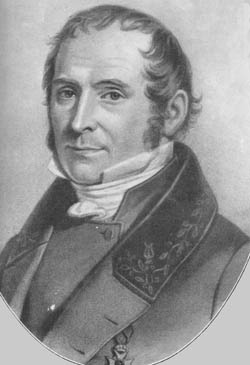
Elias Fries

Cunoscutul micolog bur Christian Hendrik Persoon a descris trei specii de ciuperci care contează astăzi drept sinonime ale lui Cortinarius gentilis, anume Agaricus helvolus (1796)  precum Agaricus punctatus și Agaricus spurius, ambele în 1801.
Numele binomial hotărât este Agaricus gentilis, determinat de cunoscutul savant suedez Elias Magnus Fries, în volumul 1 al trilogiei sale Systema Mycologicum din 1821.
Apoi, în 1838, Fries însuși a transferat specia la genul Cortinarius sub păstrarea epitetului, de verificat în cartea sa Epicrisis systematis mycologici, seu synopsis hymenomycetum, fiind și numele curent valabil (2023). Toți ceilalți taxoni sunt acceptați drept sinonime.
Epitetul specific bazează încă de la începutul secolului al XIX-lea, de la împrumutarea dovedită fără contradicții al cuvântului francez (franceză gentil=drăguț, prietenos”, învechit și „nobil”) care se trage din cuvântul latin (latină gentilis=de același gen, trib; nu păgân), datorită calităților frumoase în aspect, miros și gust ale ciupercii (fără toxicitate).

## Descriere

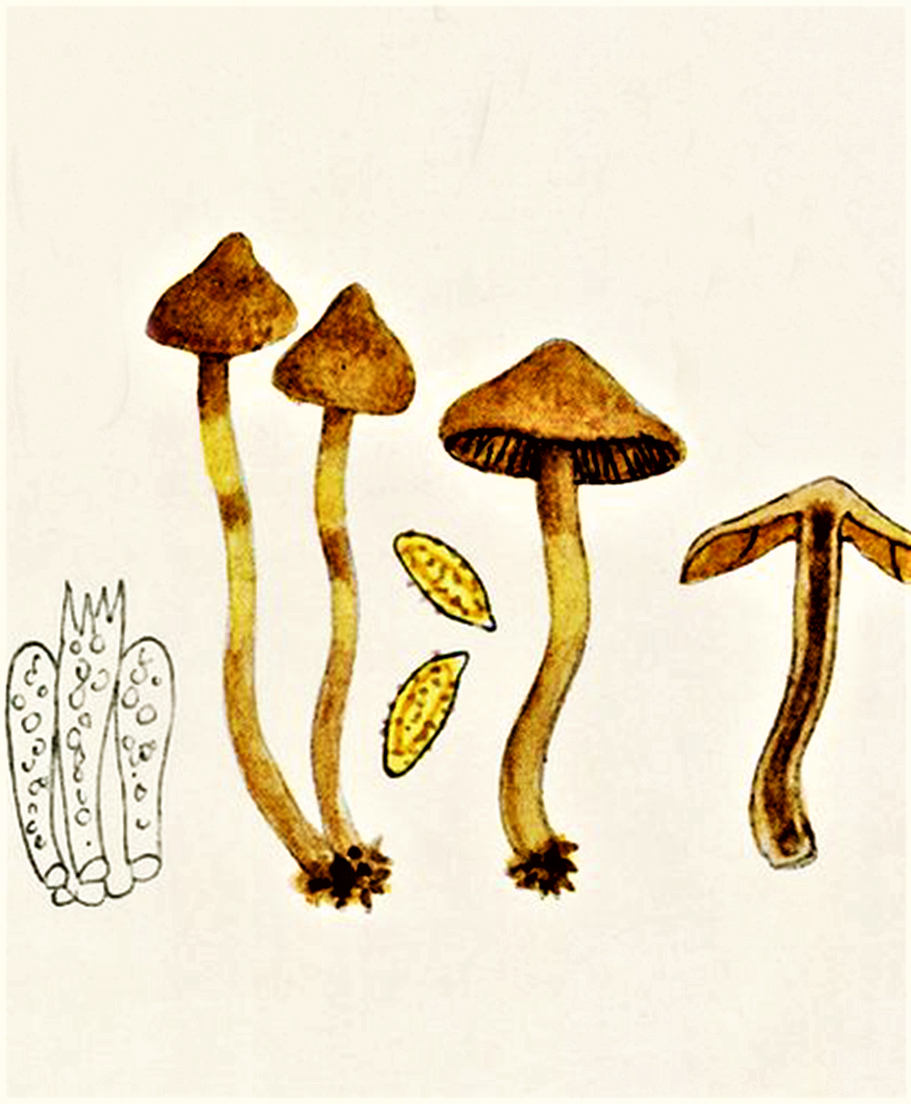
Bres. Cortinarius gentilis

- Pălăria: are un diametru de 2,5-5,5 cm, este tare higrofană, inițial conică, ascuțit cocoșată, aplatizându-se odată cu vârsta. Marginea atunci este răsfrântă unghiular în sus, ondulată inegal și brăzdată cu rupturi. Cuticula este netedă până fin solzoasă și de obicei umedă. Când vremea este uscată are un colorit galben, de altfel, el poate fi brun-gălbui, brun-portocaliu, ruginiu sau brun-roșiatic, pălind la bătrânețe.
- Lamelele: sunt largi, foarte distanțate, slab bombate, bifurcate și intercalate inegal precum aderente la picior, fiind galben-portocalii, brun-gălbuie până ruginii, ocazional cu nuanțe brun-măslinii. La început sunt acoperite de o cortină gălbuie, repede trecătoare, rest al vălului parțial.
- Piciorul: are o înălțime de  2,5-7 (8) cm și o lățime de 0,3-0,6 (0,8) cm, este de aceiași grosime, țeapăn, radial-fibros pe dinafară și mai întâi împăiat, apoi gol în interior precum de un colorit similar cu pălăria, galben-maroniu până brun-portocaliu, spre vârf mai deschis, spre bază mai închis, având o zonă pseudo-inelară sesizabilă, rest al vălului parțial.
- Carnea: destul de subțire este pronunțat galbenă până brun-gălbuie, relativ fragilă în pălărie, iar în picior mai tare, în tinerețe cu un miros imperceptibil, apoi ușor ca de ridiche sau de cartofi cruzi precum un gust delicat. Nu degeaba buretele poartă acest nume.[4][5]
- Caracteristici microscopice  sporii aurii-gălbui sunt elipsoidali până slab ovoidali cu o suprafață aspru-verucoasă, lipsiți de un por germinal și fără apendice hilare, măsurând 6-9 x 4-6 microni. Pulberea lor este ruginie până brun-măslinie. Basidiile clavate cu 4 sterigme fiecare au o dimensiune de 30-40 x 8-9 microni. Cistidele (elemente sterile situate în stratul himenal sau printre celulele din pielița pălăriei și a piciorului, probabil cu rol de excreție) sunt ceva mai scurte, în formă de măciucă cu vârfuri rotunjite.[12]
- Reacții chimice: nu sunt cunoscute.[13]

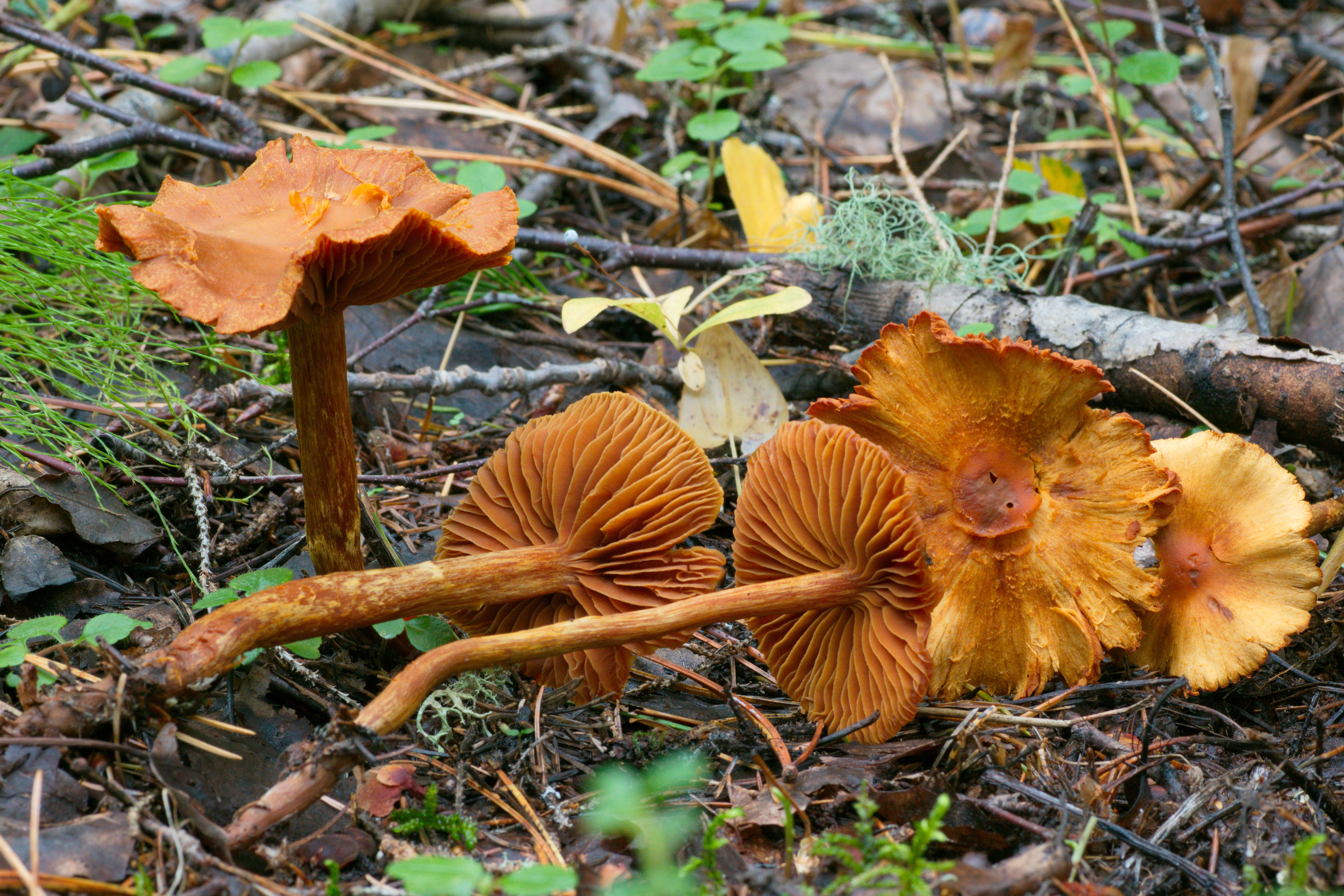
C. gentilis bătrâni: lamele și picior
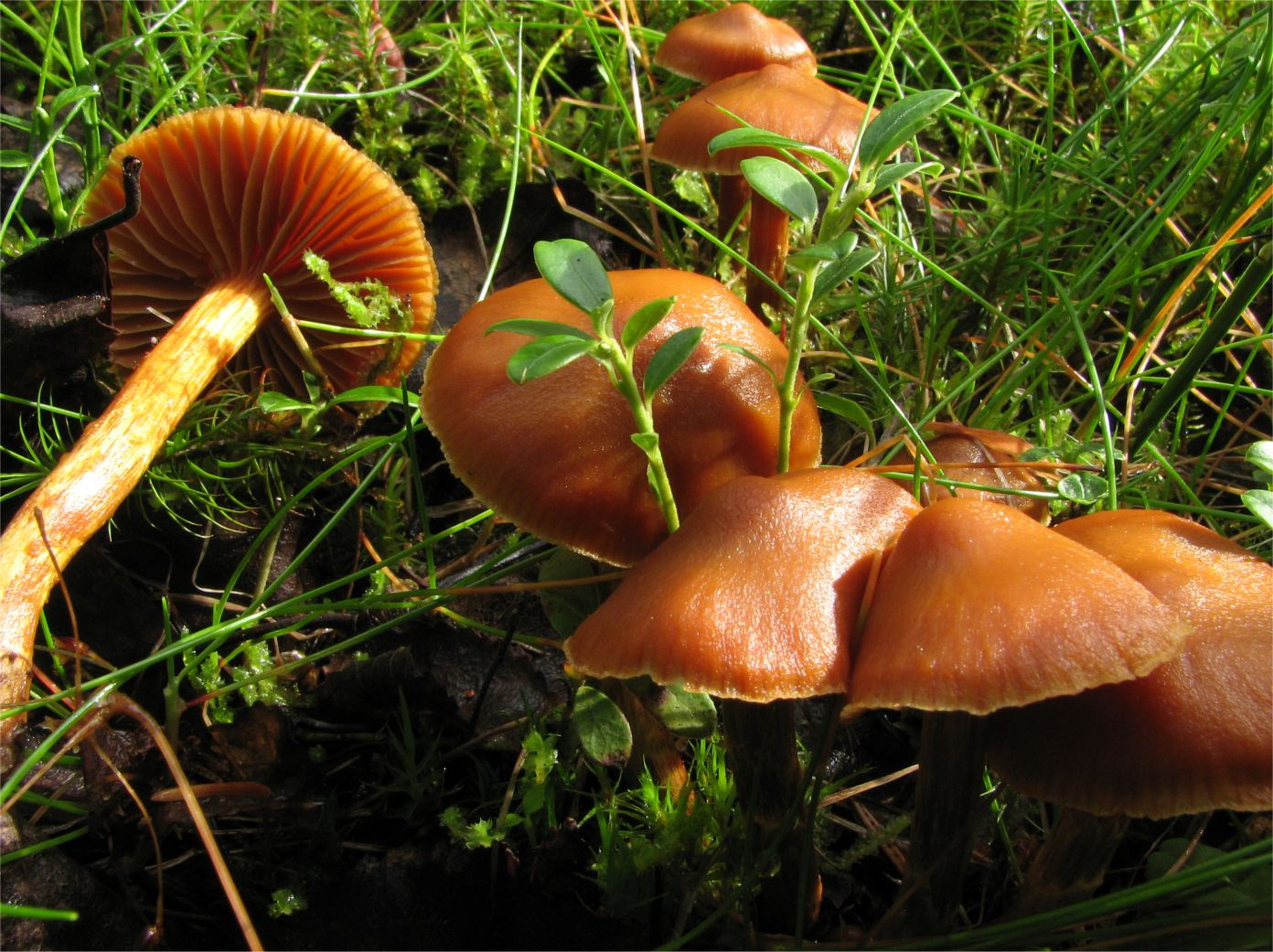
C. gentilis mai tineri
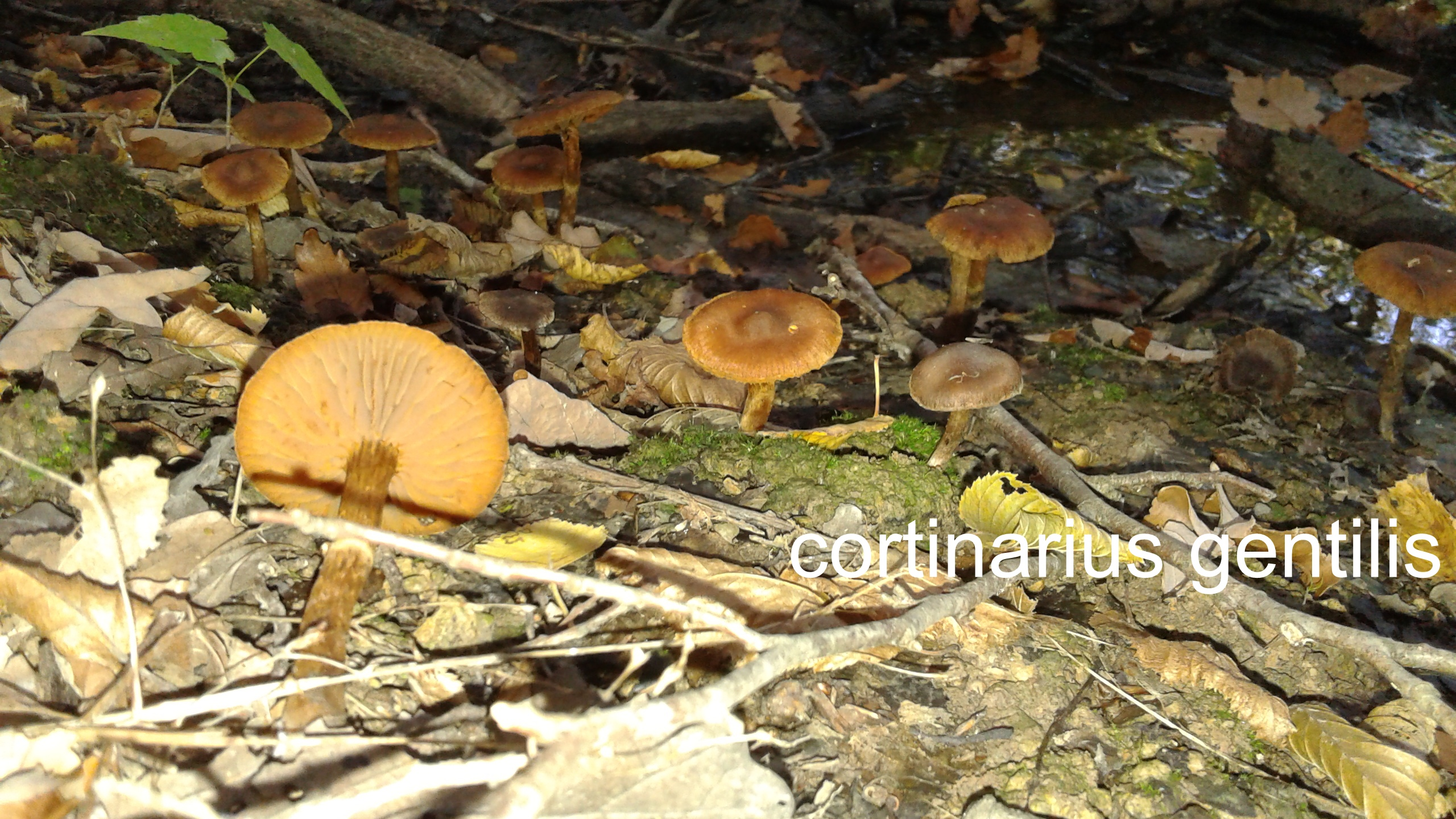
C. gentilis în grup

## Toxicitate

### Toxine
Văloasa delicată conține o doză mai mică a toxinei orelanină care provoacă sindromul orelanian (parafaloidian). Dar orelanina nu este singura toxină activantă, în afară de aceasta sunt dovedite și polipeptide (în total zece) ca de exemplu phallatoxina și amatoxina. Cercetările sublinez aceeași toxicitate pentru animale (șobolani) ca la om. Cazurile de deces au fost relativ puține, aproximativ numai 15 la sută dintre consumatori. Acest fapt este probabil datorit mărimii ciuperci, care astfel a fost adăugată la mâncăruri împreuna cu bureți comestibili. Sindromul orelanian este unul grav, cu debut foarte tardiv (se manifestă după 5-14 zile, chiar trei săptămâni de la consum)  și cu efecte distructive asupra rinichilor care pot fi distruși complet.

### Simptome
Tot ca și rudele lui mai mari, Cortinarius orellanus și Cortinarius rubellus, manifestările încep deseori foarte târziu de la ingerare (vezi mai sus), astfel, identificarea cauzei fiind foarte grea. Ele sunt la început nespecifice, asemănătoare unei intoxicații digestive, incluzând greață, vărsături, crampe, dureri musculare, sete și urinări dese. Abia mai târziu apar semne specifice ale disfuncționalității rinichilor cauzate de aceste toxine, concret printr-o nefropatie tubulointerstizială acompaniată de albuminurie, edeme) și meningiene, imitând o boală infecțioasă, pentru ca în final să se instaleze insuficiența renală. Caracteristică este senzația de arsură epigastrică, ce nu dispare la consumul de lichide precum reducerea masivă a urinării în stadiul avansat. Un antidot efectiv nu există, tratamentul cu corticosteroizi este îndoielnic.

## Confuzii
Acest burete poate fi confundat, pe lângă cu Cortinarius varius și Cortinarius rubellus, în primul rând cu alte specii mici de genul Cortinarius, ca de exemplu: Cortinarius brunneus (otrăvitor), Cortinarius callisteus (otrăvitor), Cortinarius cinnamomeoluteus (otrăvitor) Cortinarius croceus (otrăvitor), Cortinarius colus (necomestibil), Cortinarius fasciatus (necomestibil), Cortinarius fulvescens (necomestibil), Cortinarius hinnuleus (necomestibil), Cortinarius limonius (posibil letal), Cortinarius obtusus (necomestibil), Cortinarius palustris (suspect) , Cortinarius puniceus (suspect) + imagini, Cortinarius rigens (necomestibil), Cortinarius saniosus (mortal) + imagini,Cortinarius sertipes (necomestibil), Cortinarius speciosissimus (mortal), Cortinarius tophaceus (otrăvitor), Cortinarius tortuosus (otrăvitor) sau Cortinarius uraceus (necomestibil).

## Specii asemănătoare în imagini

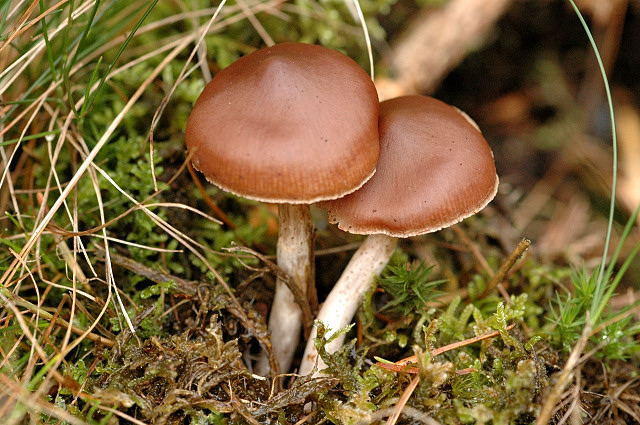
!!Cortinarius brunneus!!
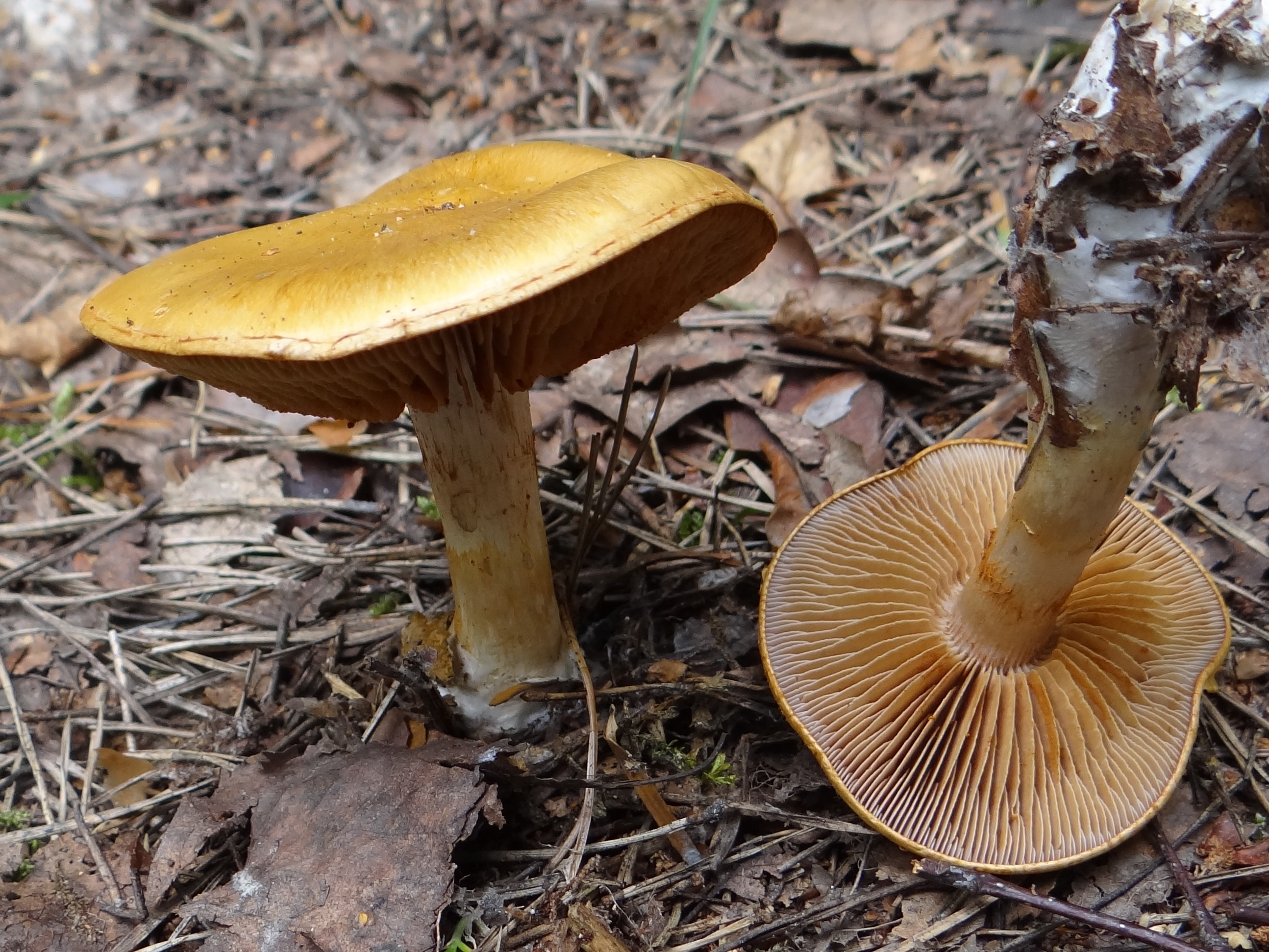
!!Cortinarius callisteus!!
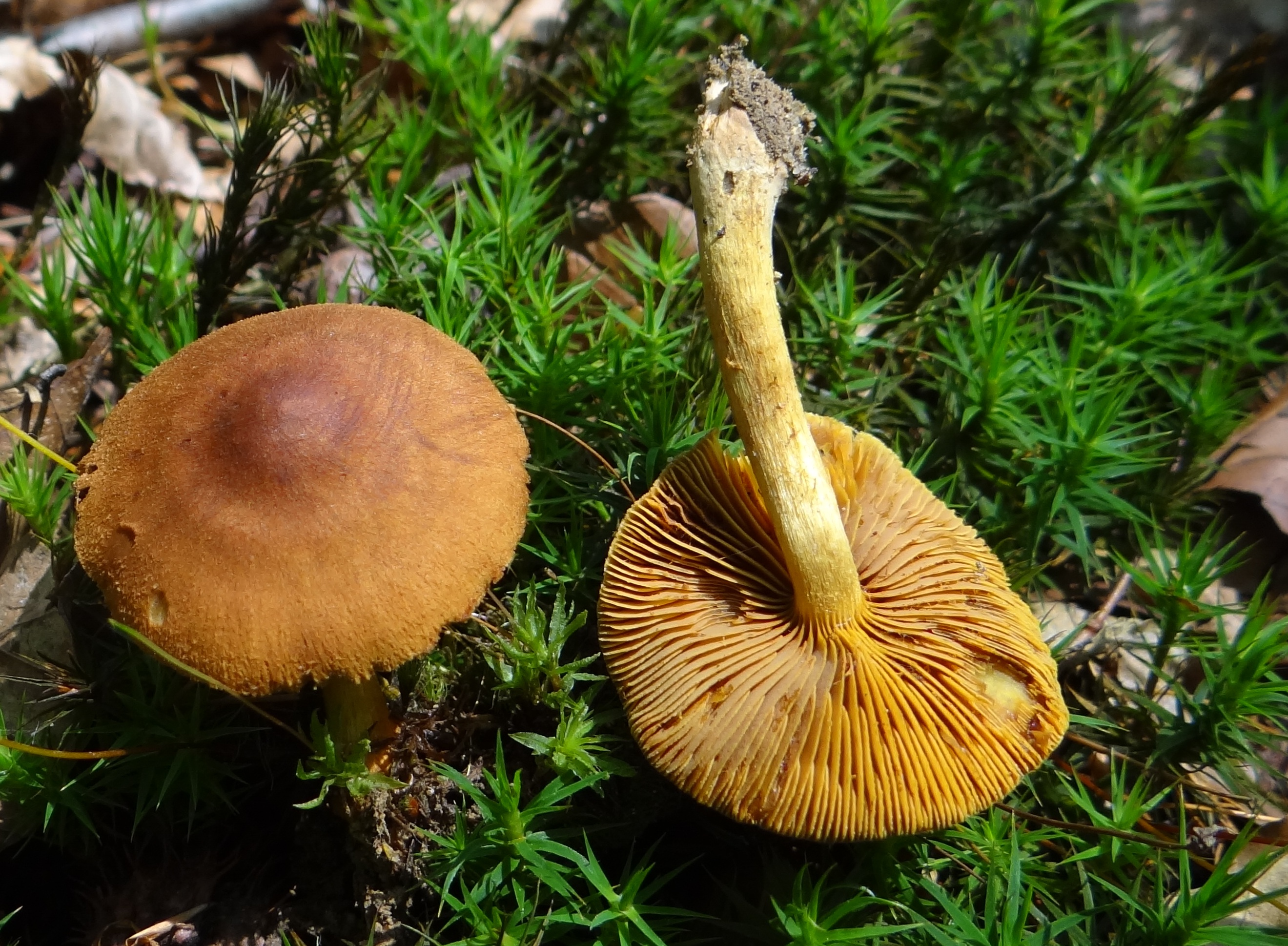
!!Cortinarius cinnamomeoluteus!!
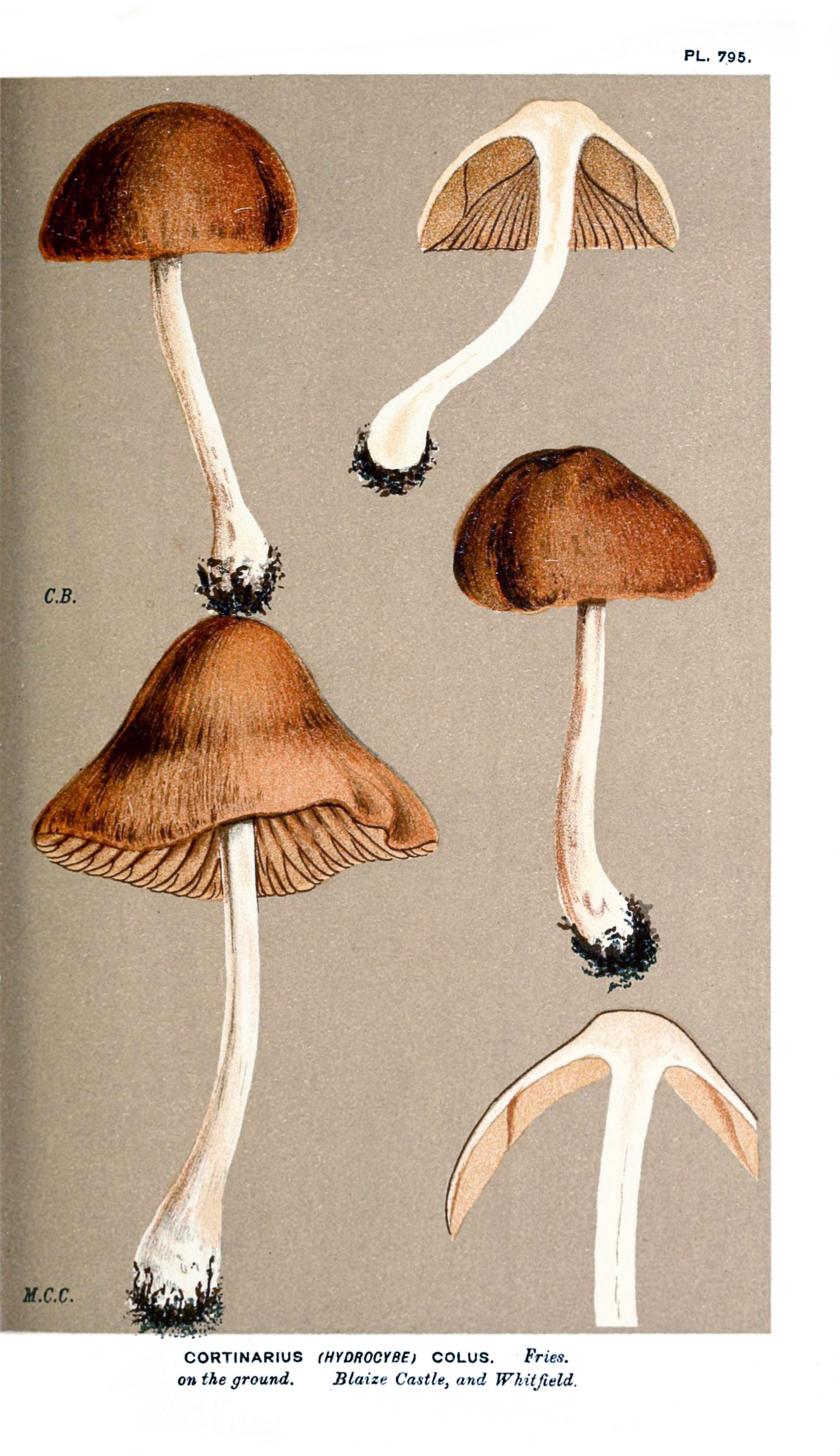
!Cortinarius colus!
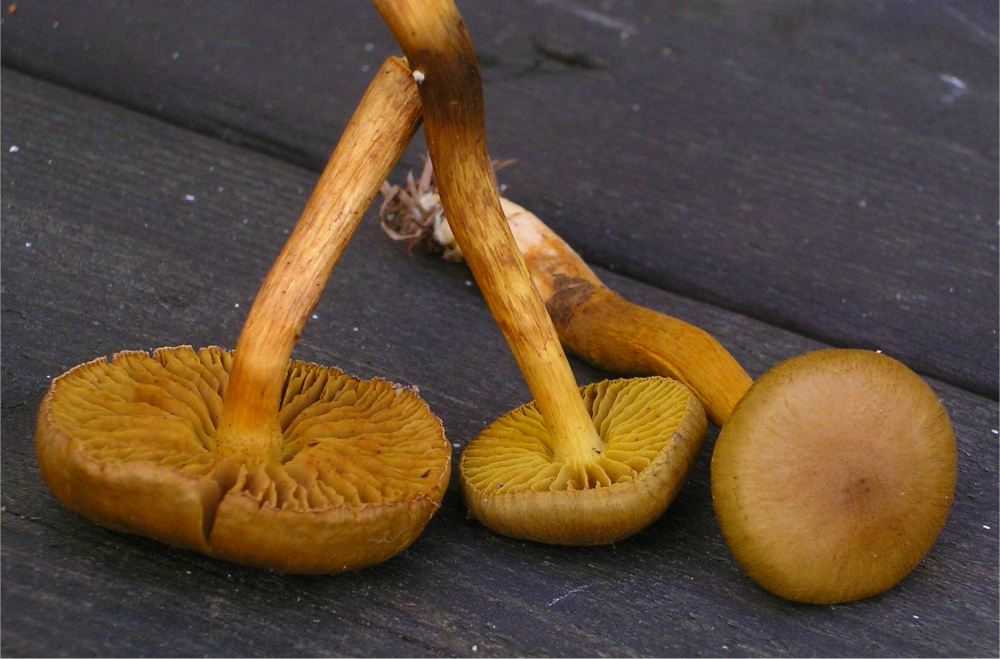
!!Cortinarius croceus!!
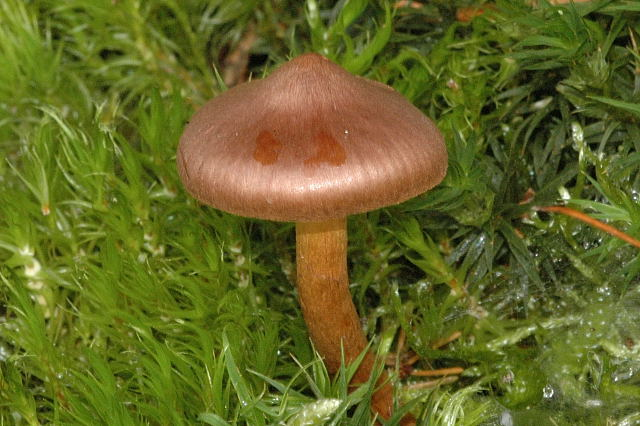
!!Cortinarius fasciatus!!

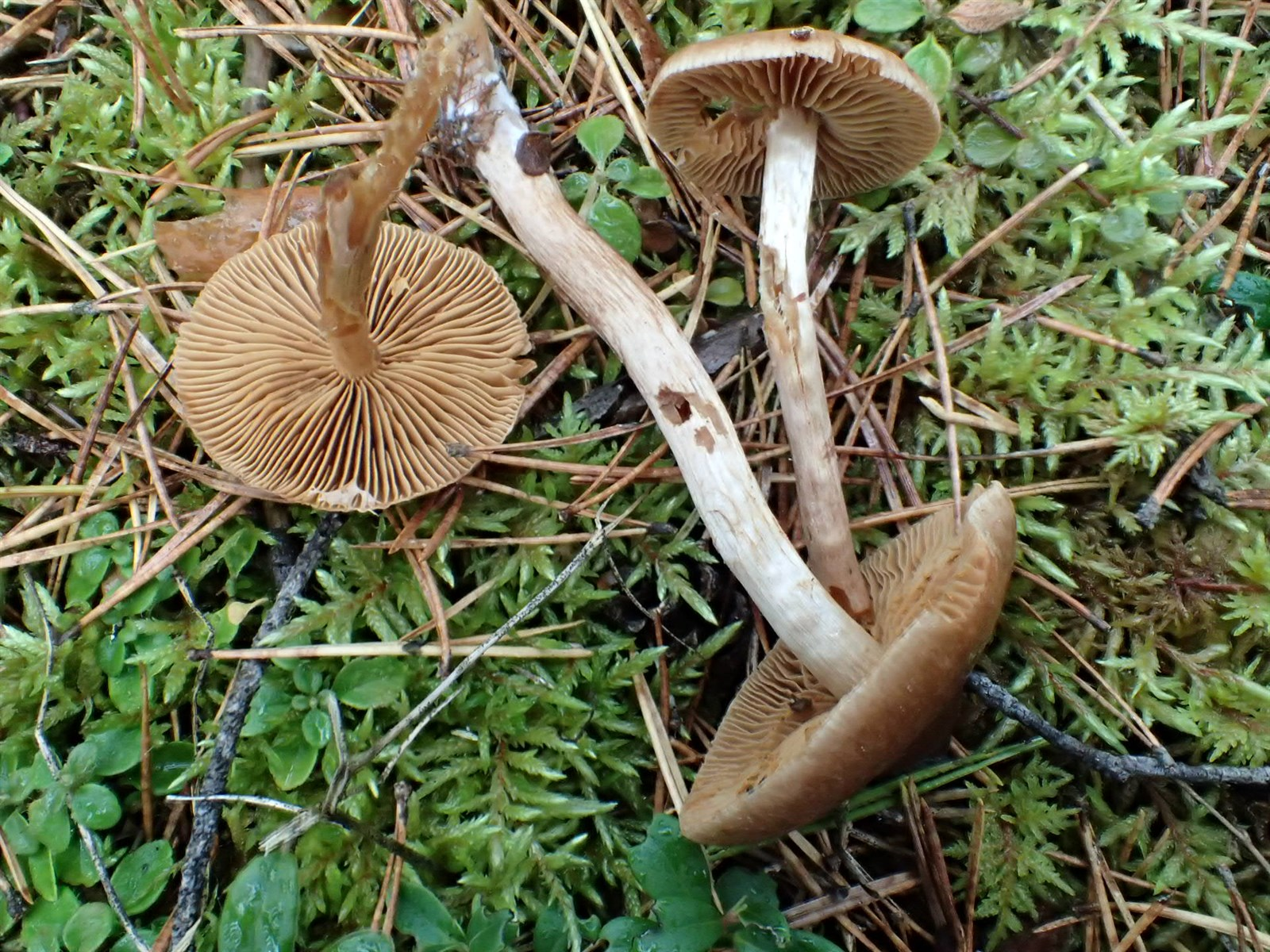
!Cortinarius fulvescens!
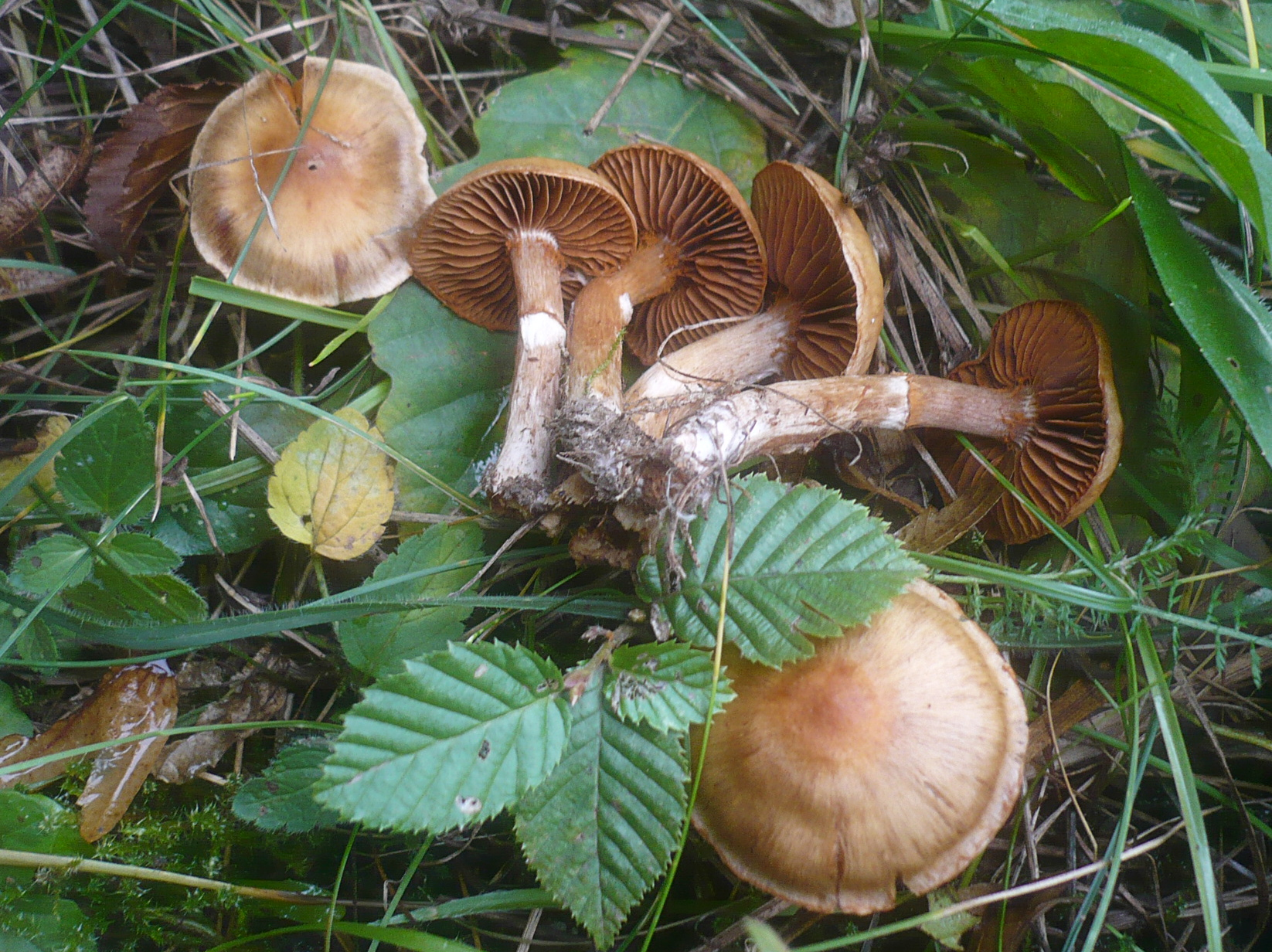
!Cortinarius hinnuleus!
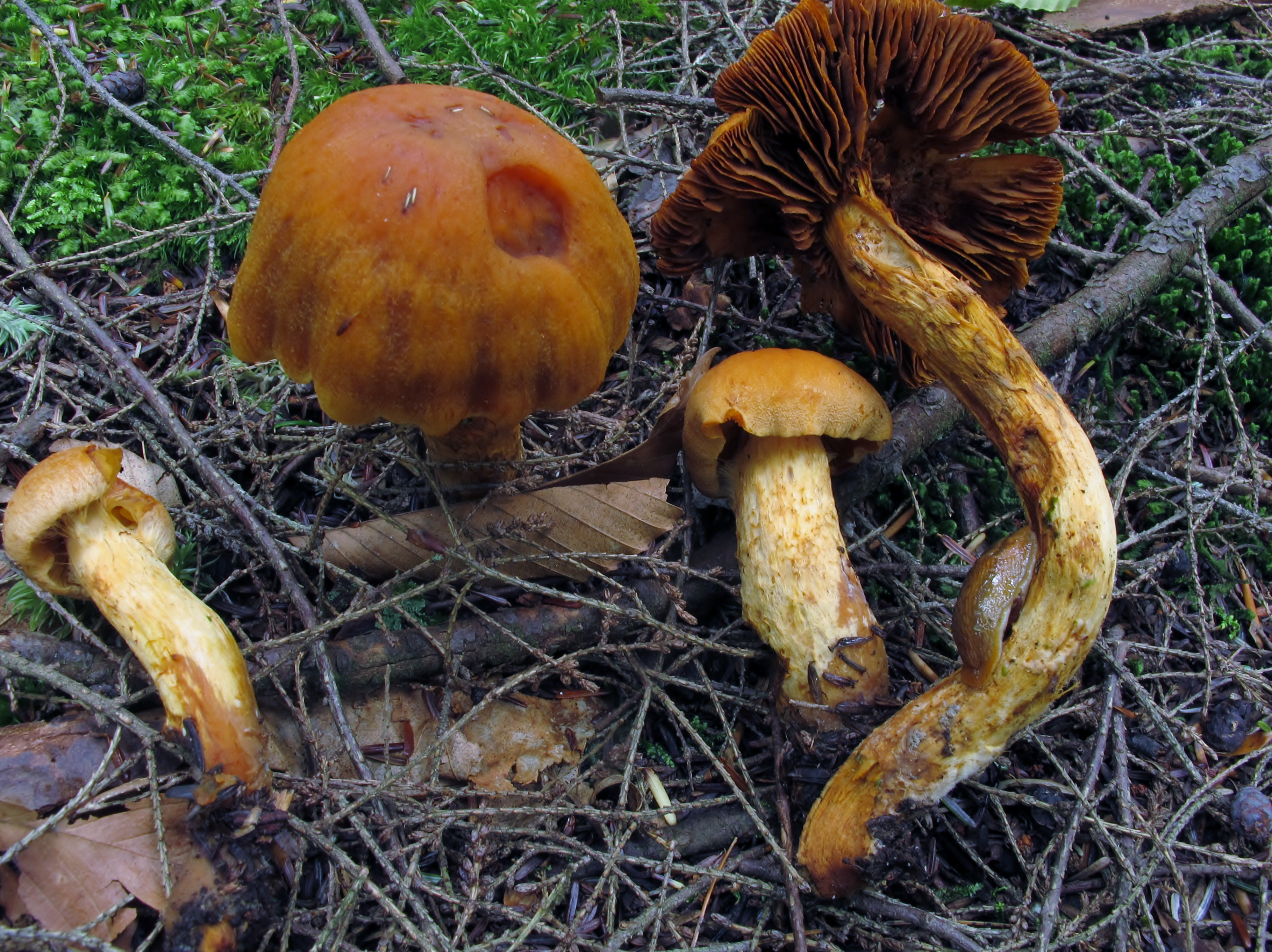
!!!Cortinarius limonius!!!
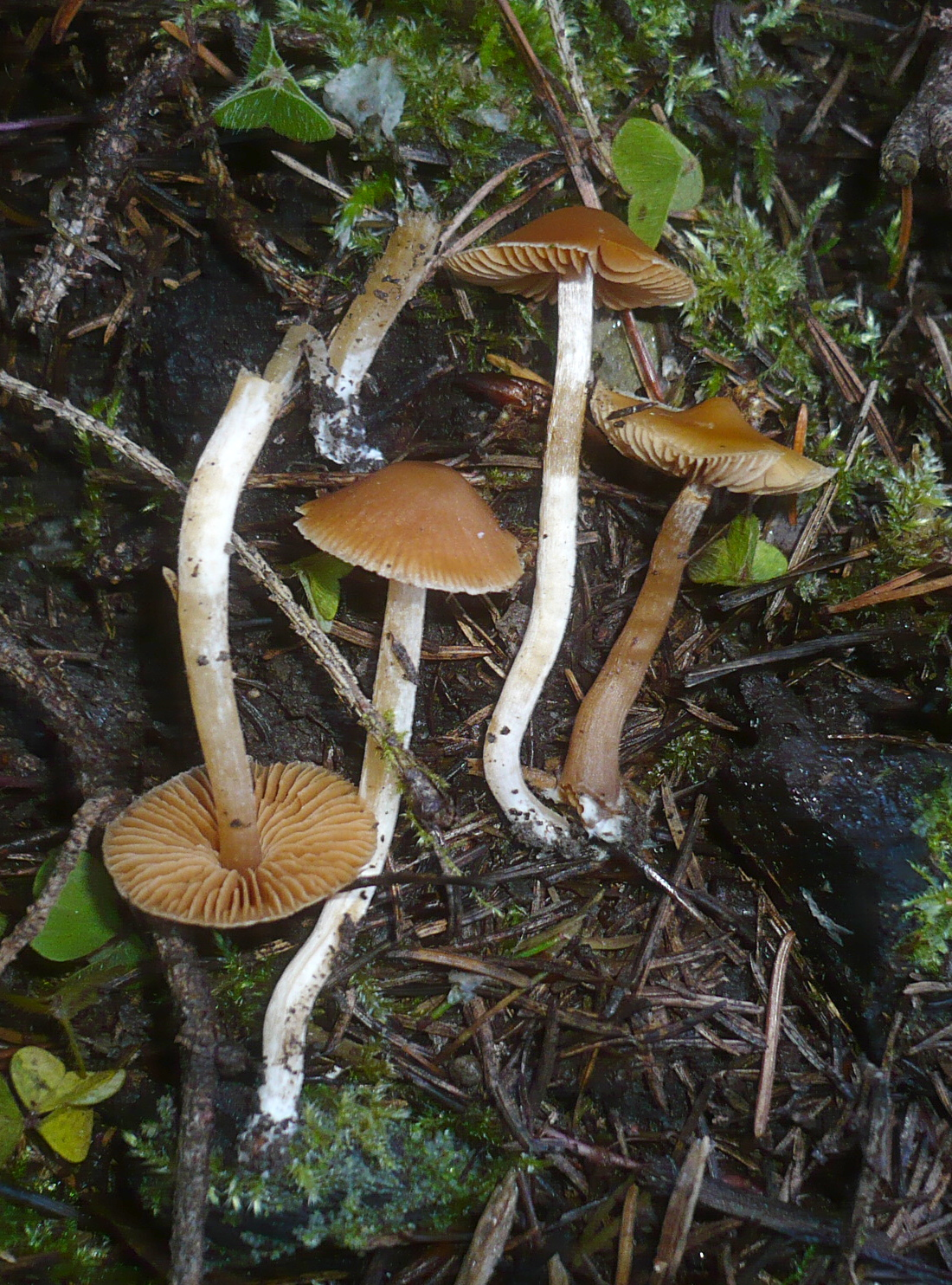
!Cortinarius obtusus!
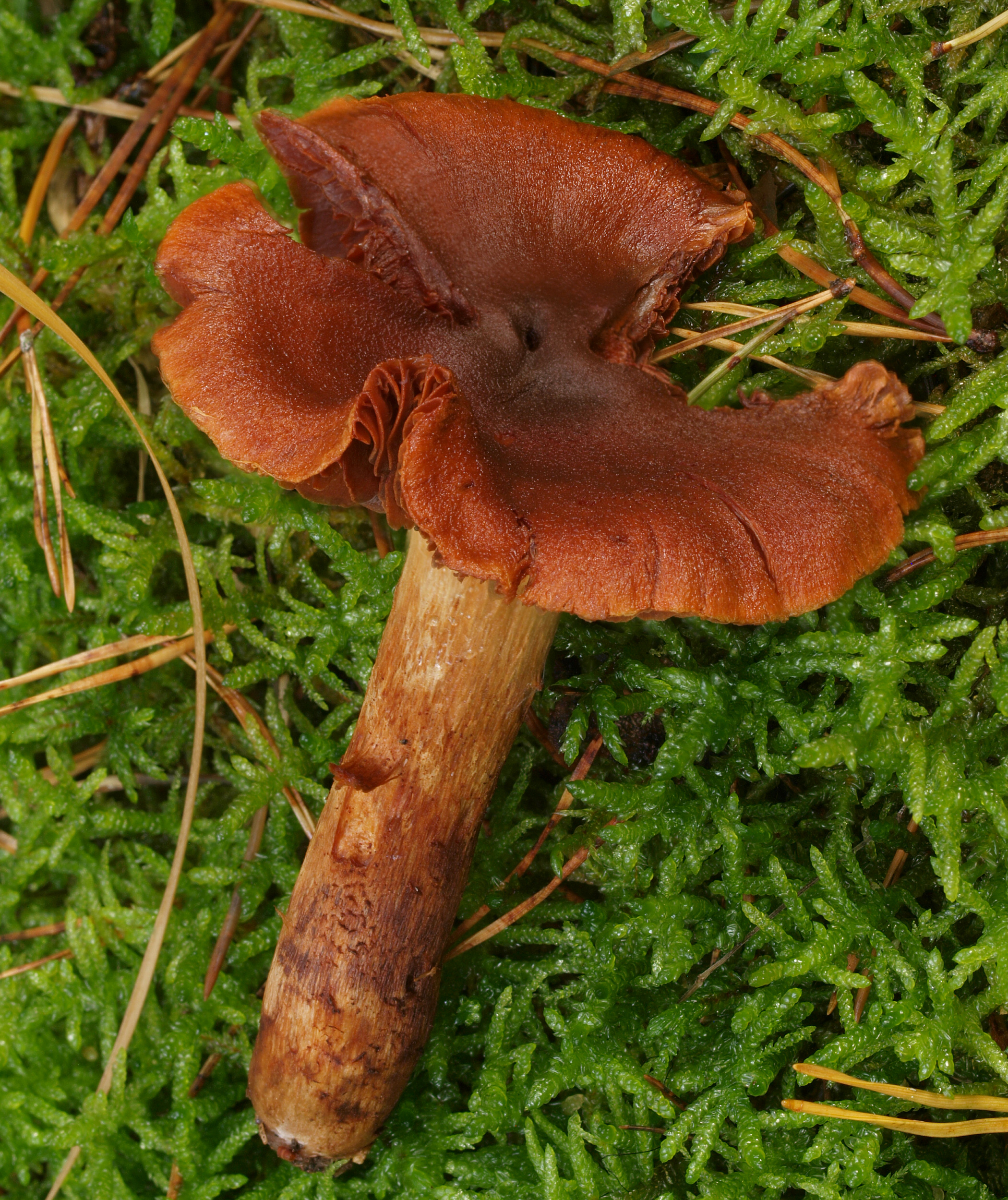
!!!Cortinarius orellanus!!!

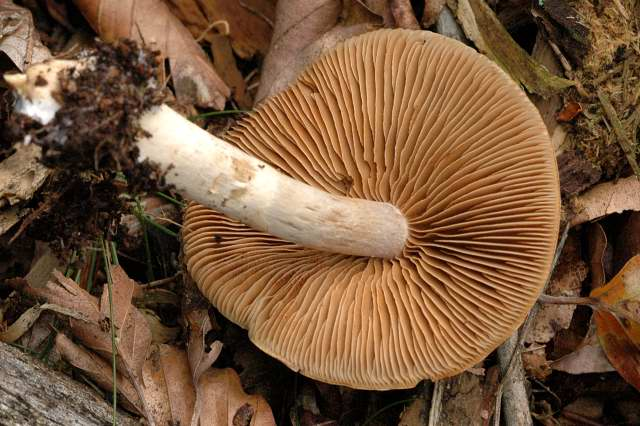
!!Cortinarius rigens!!
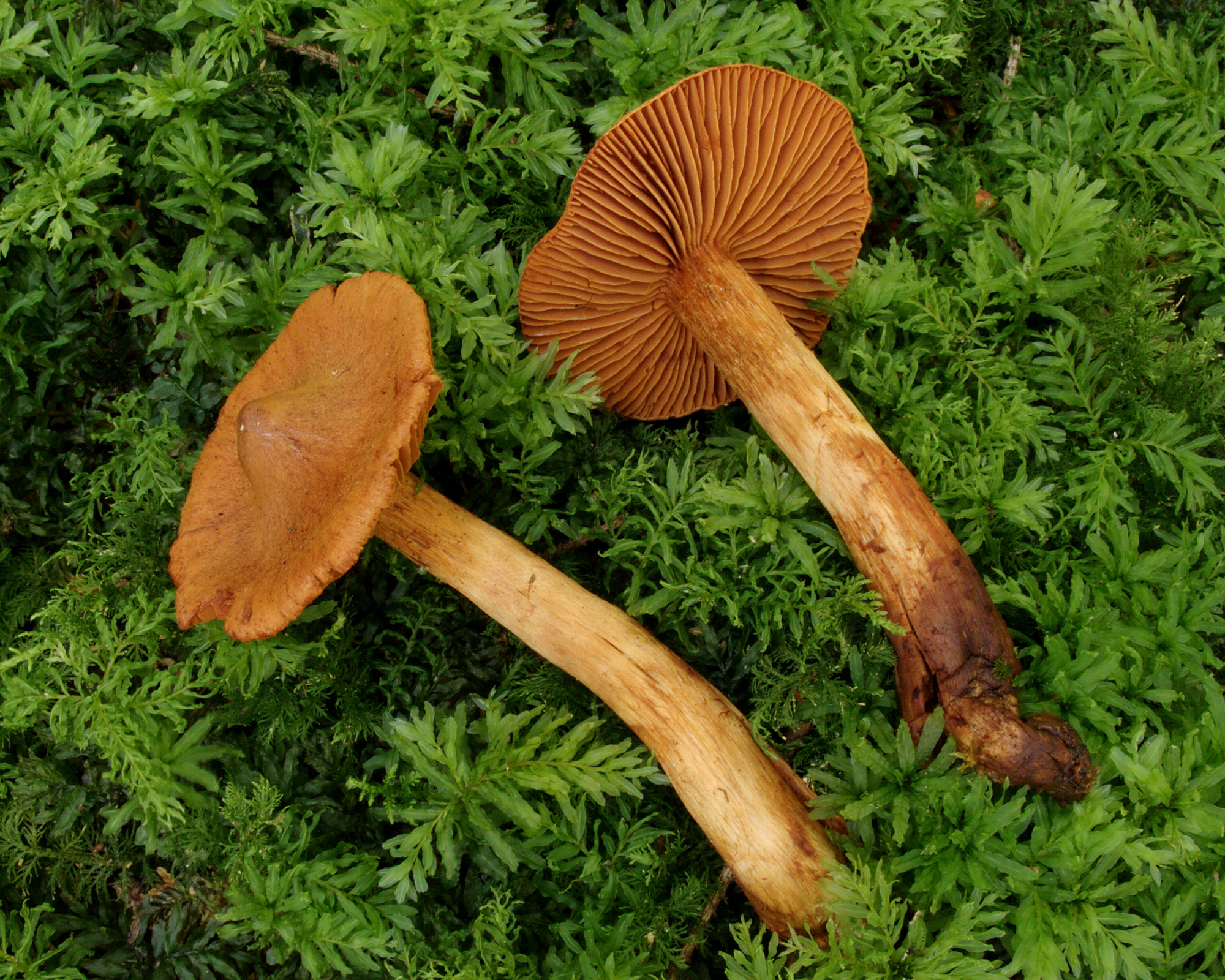
!!!Cortinarius rubellus!!!
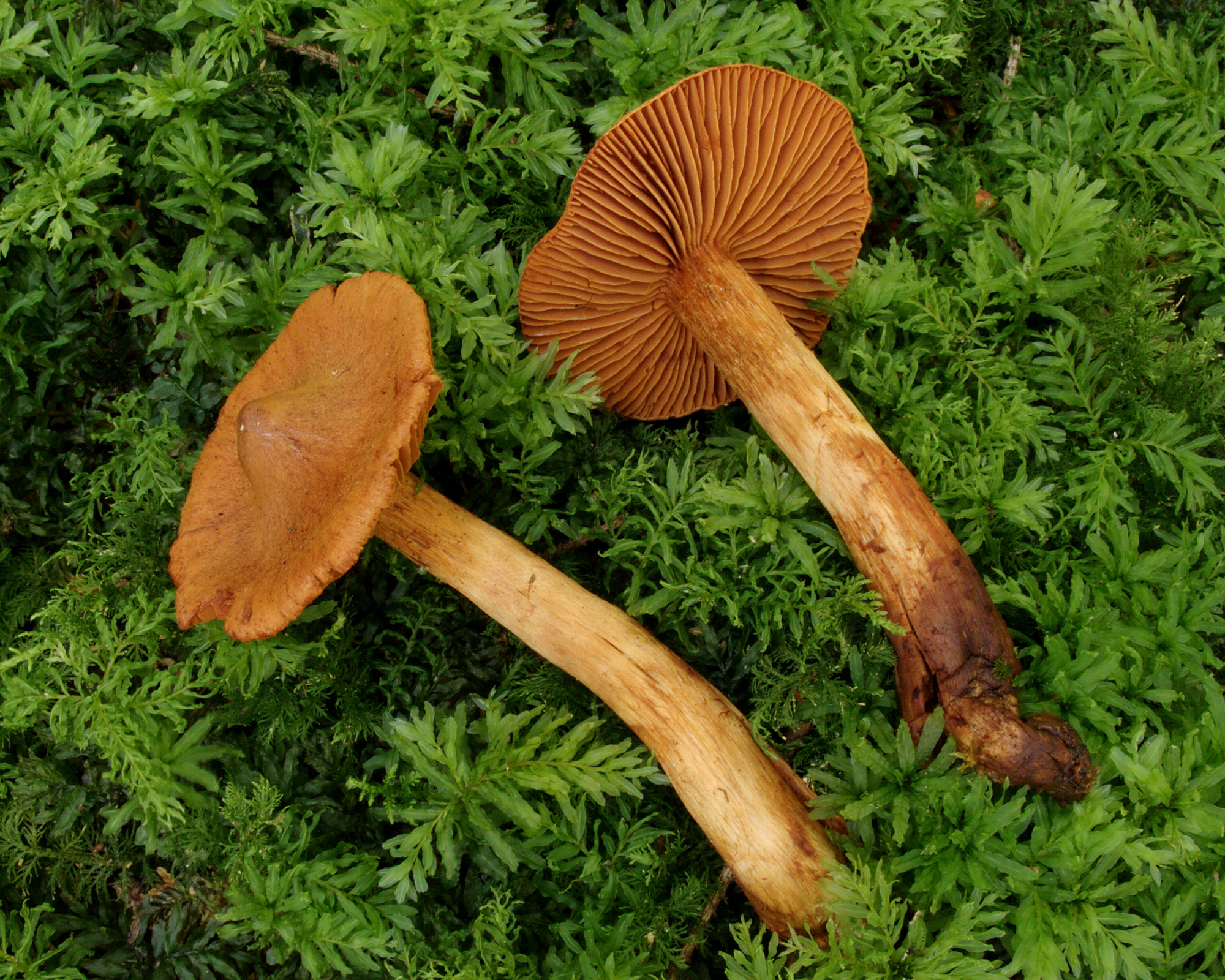
!!!Cortinarius speciosissimus!!!
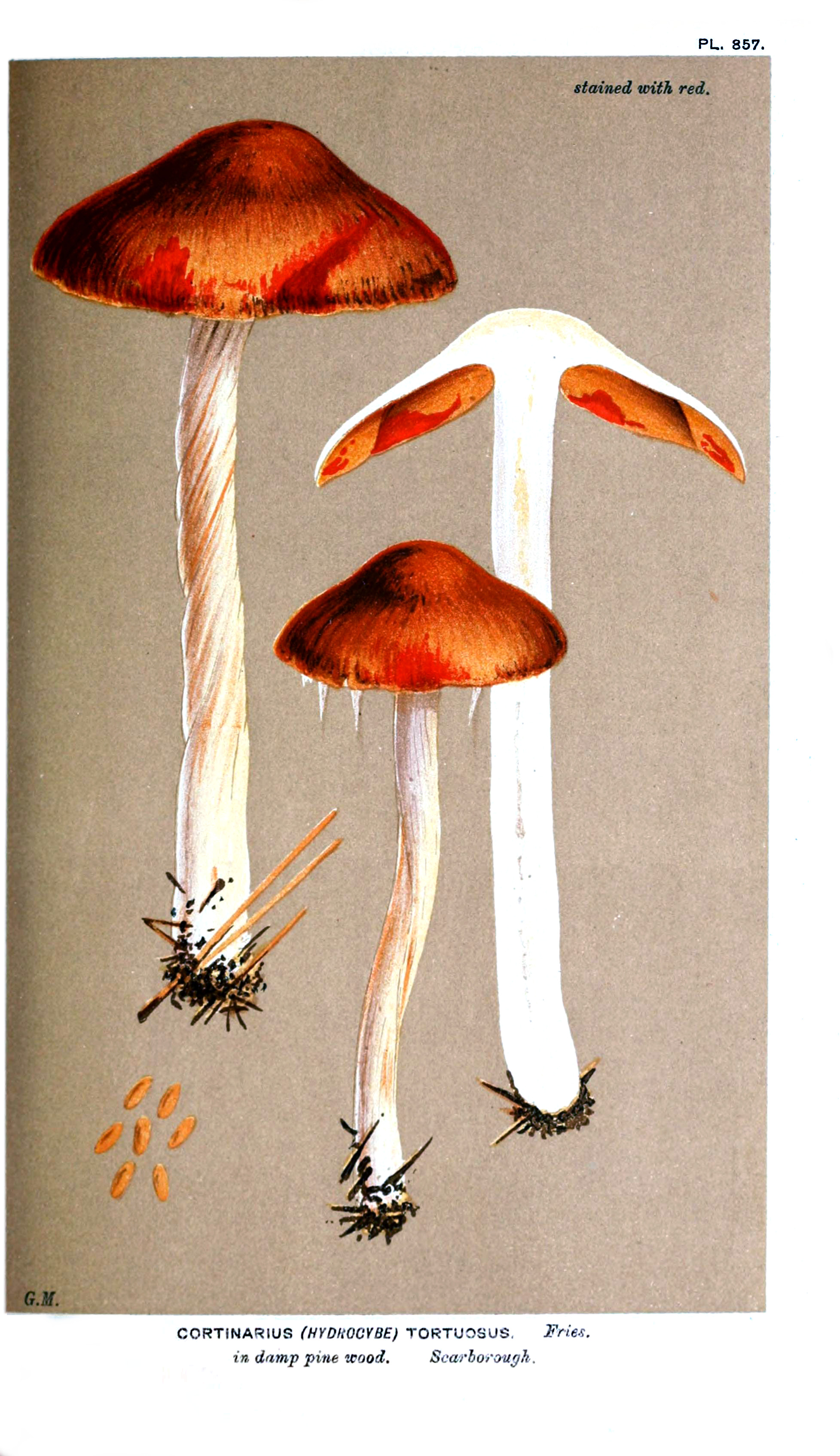
!!Cortinarius tortuosus!!
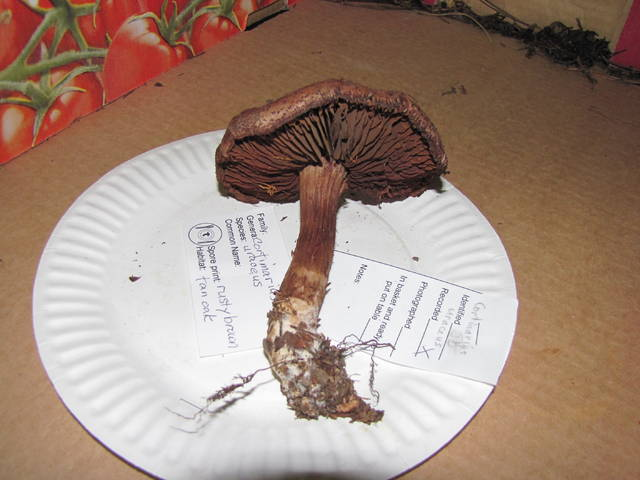
!Cortinarius uraceus!